# Jorge Pescara
Jorge Luiz Pescara (Santo André, 14 de janeiro de 1966) é um contrabaixista de jazz brasileiro, diretor musical, pesquisador musical e professor.